# Zwyrodnienie ziarniste
Zwyrodnienie ziarniste (ang. grumose degeneration, grumose/ foamy spheroid bodies, GFSB) – typ zmiany neuropatologicznej, opisany pierwotnie w istocie czarnej pacjentów z chorobą Parkinsona przez Konstantina Tretiakoffa. Są to skupiska eozynofilnego w barwieniu H-E, ziarnistego materiału, w którym obserwuje się ziarnistości średnicy 10–50 μm. Niekiedy obserwuje się większe agregacje tych ziarnistości, wybarwiające się w metodach PAS, Schmorla, Berlin blue, Grimeliusa lub metodami opartymi na srebrzeniu. W metodzie Gallyasa GFSB zwykle są brązowe lub czarne. Immunohistochemicznie, GFSB są ubikwitynododatnie. Za mgiełkowaty wygląd odpowiada GFAP.
Zwyrodnienie ziarniste Tretiakoffa opisuje się zazwyczaj w rostrowentralnej (przednio-brzusznej) części pars reticulata istoty czarnej i gałki bladej w przebiegu wielu chorób neurodegeneracyjnych i w przebiegu starzenia się mózgowia. Poza tą lokalizacją opisywano GFSB w przypadku urazów, zawałów i nowotworzenia (gwiaździaki) w innych obszarach mózgowia. Opisano zwyrodnienie ziarniste w jądrze zębatym móżdżku u pacjentów z postępującym porażeniem nadjądrowym.